# Ezüstös tányérlazac
Az ezüstös tányérlazac (Metynnis argenteus) a sugarasúszójú halak (Actinopterygii) osztályának pontylazacalakúak (Characiformes) rendjébe, ezen belül a pontylazacfélék (Characidae) családjába tartozó faj.

## Előfordulása
Az ezüstös tányérlazac a brazíliai Tapajós folyó medence endemikus hala.

## Megjelenése

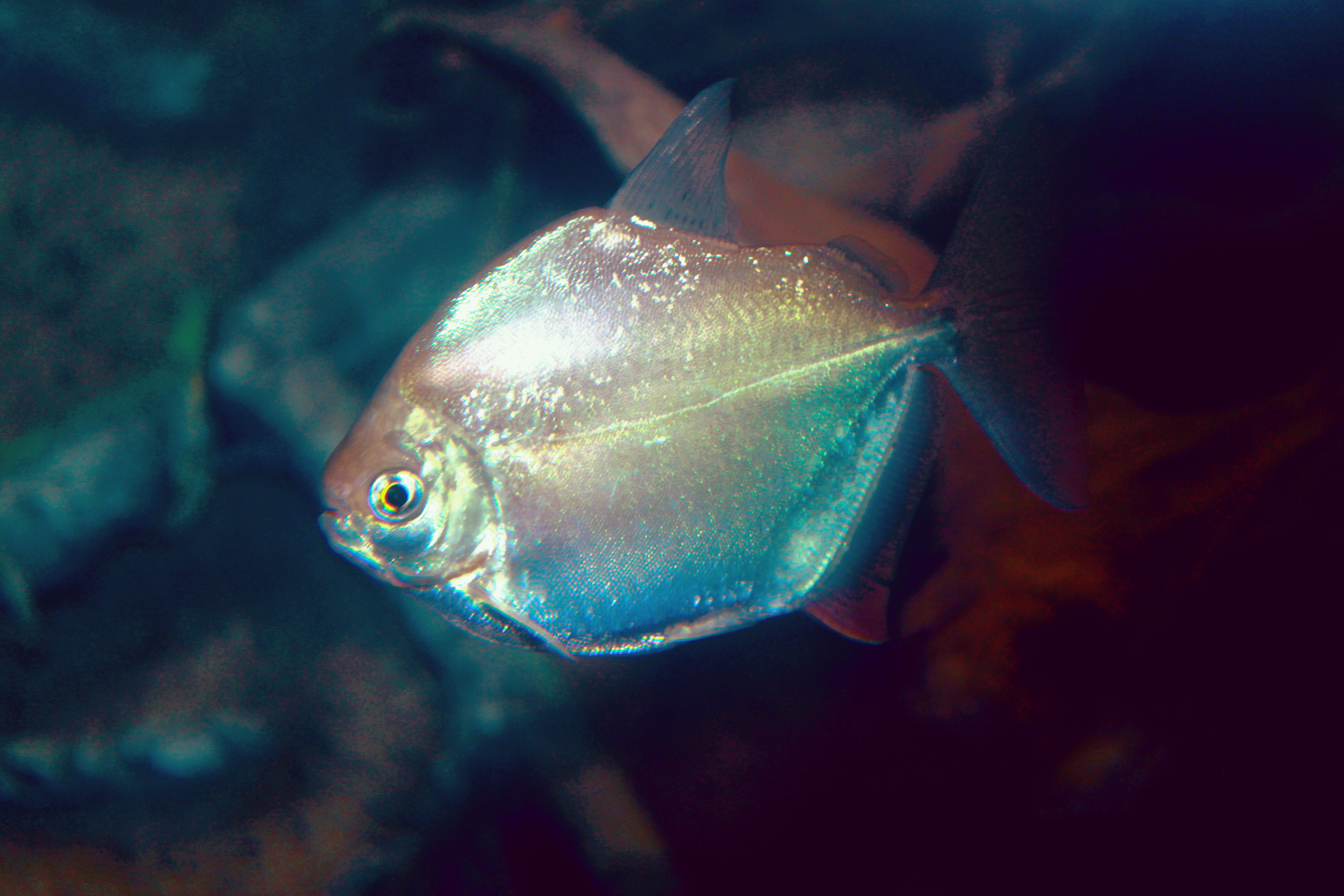

Ez a hal legfeljebb 14 centiméter hosszú. Könnyen összetéveszthető a Metynnis hypsauchennel (J. P. Müller & Troschel, 1844).

## Életmódja
Trópusi és édesvízi halfaj, amely a 24-28 °C hőmérsékletű vizeket kedveli. A víz pH értéke 5-7 között kell, hogy legyen. Általában a folyó mellékágainak dús vízinövényzettel borított részein tartózkodik.

## Felhasználása
Az ezüstös tányérlazacnak kis mértékű halászata van. A városi akváriumok egyik kedvelt édesvízi hala.